# Crematogaster cicatriculosa
Crematogaster cicatriculosa är en myrart som beskrevs av Julius Roger 1863. Crematogaster cicatriculosa ingår i släktet Crematogaster och familjen myror. Inga underarter finns listade i Catalogue of Life.